# Casa spiritelor (film din 1993)
Casa spiritelor (în germană Das Geisterhaus, în engleză The House of the Spirits) este un film dramatic de epocă din 1993 regizat de Bille August și cu Jeremy Irons, Meryl Streep, Glenn Close, Winona Ryder, Antonio Banderas și Vanessa Redgrave în rolurile principale. Distribuția secundară îi include pe María Conchita Alonso, Armin Mueller-Stahl și Jan Niklas. Inspirat din romanul Casa spiritelor (1982) al lui Isabel Allende, filmul prezintă viața unei tinere pe nume Clara în timpul dictaturii militare din Chile și amintirile ei referitoare la istoria familiei, în special cu privire la ascensiunea la putere a soțului ei, Esteban Trueba.
Deși filmul a câștigat mai multe premii în Europa, inclusiv cel mai bun film la Premiile Lola ale Academiei Germane de Film și Premiile Robert ale Academiei Daneze de Film, în America a fost considerat un eșec critic.

## Distribuție
- Meryl Streep — Clara del Valle Trueba
- Glenn Close — Férula Trueba
- Jeremy Irons — Esteban Trueba
- Winona Ryder — Blanca Trueba
- Antonio Banderas — Pedro Tercero García
- Vanessa Redgrave — Nívea del Valle
- Armin Mueller-Stahl — Severo del Valle
- Maria Conchita Alonso⁠(d) — Transito
- Jan Niklas⁠(d) — contele Jean de Satigny
- Vincent Gallo⁠(d) — Esteban Garcia
- Teri Polo⁠(d) — Rosa del Valle
- Grace Gummer⁠(d) — tânăra Clara
- Joaquín Martínez⁠(d) — Segundo Tercero García

## Producție
Filmările principale au avut loc în Danemarca, dar unele scene au fost filmate în Portugalia, la Lisabona și Alentejo.

## Recepție
Filmul a avut încasări de 6 milioane de dolari în Statele Unite ale Americii și peste 55 de milioane de dolari în Europa.